# تشارلي بيرد
تشارلي بيرد (بالإنجليزية: Charlie Baird)‏ هو محامي وقاضي أمريكي، ولد في 1955 في غلمر في الولايات المتحدة.